# Bodza
Bodza (hongrois : Bogya) est un village de Slovaquie situé dans la région de Nitra.

## Histoire
Première mention écrite du village en 1387.

## Démographie

### Évolution de la population
| Année:               | 1994. | 2004.   | 2014.   | 2024. |
| -------------------- | ----- | ------- | ------- | ----- |
| Nombre de personnes: | 341   | 355     | 372     | 372   |
| Différence:          |       | +4,10 % | +4,78 % | +0 %  |

| Année:               | 2023. | 2024. |
| -------------------- | ----- | ----- |
| Nombre de personnes: | 372   | 372   |
| Différence:          |       | +0 %  |